# シシュマレフ (アラスカ州)
シシュマレフ（英: Shishmaref）は、アメリカ合衆国のアラスカ州ノーム国勢調査地域にある市。シュシュマレフとも表記される。
チュクチ海に浮かぶサリチェフ島に位置し、すぐ北はベーリング海である。また、シシュマレフ市を含むスワード半島北部はベーリング・ランド・ブリッジ国立保護区に指定されている。2020年国勢調査時の人口は576人。
日本では写真家の星野道夫が19歳のときにひと夏を過ごした村として知られている。

## 地理
アメリカ合衆国国勢調査局によると、2023年時点の総面積は7.3平方マイル (19 km2)である。このうち2.3平方マイル (6.0 km2)が陸地で、4.9平方マイル (13 km2)が川や湖などの水域である。総面積のうちの67.8%が水域となっている。

### 気候変動の影響
シュシュマレフはときどき、世界で最も気候変動の影響を受けている場所と言われる。気温の上昇は海氷の融解をもたらし、高潮が発生するようになった。同時に永久凍土が融け始めたことで建物が危機に瀕し、とりわけ沿岸部では脆弱の度を増している。近年では一年間で3.3mも海岸線が後退した例もある。市を護るためバリケードを設置したが、侵食は由々しき速さで進んでいる。これによって市の家屋や水道、インフラなどに影響が出ている。現在、シシュマレフ市は護岸堤の構築を進めている。また、村を数マイル南の本土に移転させる計画もあるものの、移転費用に約85億ドルかかるため、村の組織が連邦政府や州、民間などに資金提供を求めている。

## 歴史
サリチェフ島には海岸沿いに100km以上にわたって数珠繋ぎにして防壁が建てられており、2000年も昔から人々が海と戦ってきたことがうかがえる。1821年にはロシア帝国海軍探検隊のオットー・フォン・コツェブー中尉によって、探検に同行したグレーブ・シシュマリョフ中尉にちなみシュシュマレフ村と名付けられた。20世紀になって急激にインフラの整備が進み、1970年代初めには護岸設備が複数つくられた。

## 文化
シシュマレフは伝統的なイヌピアットの村で、狩猟採集による自給自足の生活に依存している。主な食糧はアゴヒゲアザラシをはじめとするアザラシ類、セイウチ、魚、ライチョウなどの鳥、カリブー、ヘラジカ（ムース）などである。また先住民族の芸術も有名で、セイウチの牙やクジラのヒゲを用いた彫刻作品は州内や本土の画廊でかなり人気がある。
村にはアラスカで最も愛されていた犬のムシャーズがいたが、2006年12月に死んだ。彼はイディタロッド・トレイル犬ぞりレースに何度も出場し、2位入賞したこともあった。

## 人口動静
2000年の国勢調査によると、この市には562人、142世帯、及び110家族が暮らしている。人口密度は78.1/km2 (202.0/mi2) で、20.6/km2 (53.2/mi2) の平均的な密度に148軒の住居が建っている。人種の構成は白人5.34%、イヌピアットなどの先住民93.24%、混血1.42%で、0.53%の人々がヒスパニックまたはラテン系である。
この村に住む142世帯のうち、52.8%は18歳未満の子どもと暮らしており、36.6%は夫婦で生活している。19.7%は未婚の女性が世帯主であり、22.5%は家族以外の住人と同居している。21.1%は独居で、全世帯の4.2%は65歳以上の独居老人世帯である。1世帯あたりの平均人数は3.96人であり、家庭の場合は4.59人である。
住民は40.9%が18歳未満の子どもで、18歳以上24歳以下が11.4%、25歳以上44歳以下が29.4%、45歳以上64歳以下が12.6%、および65歳以上が5.7%となっている。平均年齢は24歳である。女性100人に対して男性は125.7人いて、18歳以上の女性100人に対しては男性は121.3人いる。
世帯ごとの平均収入は30,714米ドルで、家族ごとでは29,306米ドルである。男性の35,357米ドルに対して女性は25,000米ドルの平均的な収入がある。一人当たりの収入 (per capita income) は10,487米ドルである。総人口の16.3%、家族の16.2%は貧困線以下である。18歳未満の子どもの21.2%及び65歳以上の10.5%は貧困線以下の生活を送っている。

## 教育
村はベーリング海峡学区内にあり、学校はシシュマレフスクール一校のみである。学校は幼稚園以前から12歳までの子どもを預かっている。